# ジャコモ・カリッシミ
ジャーコモ・カリッシミ（Giacomo Carissimiイタリア語発音: [ˈdʒaːkomo kaˈrissimi] ( 音声ファイル), 1605年4月18日受洗 - 1674年1月12日 ローマ）はイタリア盛期バロック音楽の作曲家。ローマ楽派の作曲家として、とりわけ教会音楽で有名。

## 生涯
生い立ちについては何も知られていない。生年月日は不明だが、ローマ近郊マリーノにて1604年かその翌年に生まれている。父親は酒樽造りの職人だった。20歳でアッシジの礼拝堂の指揮者となる。1628年には、ローマのコレギウム・ゲルマニクム（ドイツ人神学校）附属の聖アポリナリス教会の楽長となり、死ぬまでその地位にあった。それにもかかわらず、しばしば高名な施設から招聘されており、ヴェネツィアの聖マルコ大寺院から、モンテヴェルディの後任楽長として就任を打診されたことがある。1637年には司祭に叙任された。イタリアを離れたことはなかったらしい。

## 作風
一般的にカリッシミに帰されている大きな業績は3つある。一つは、モンテヴェルディに始まる、レチタティーヴォのいっそうの発展であり、これは劇音楽の歴史においてこの上ない重要性がある。次に、室内カンタータのさらなる発展である。これによってカリッシミは、コンチェルタート様式のマドリガーレを無用にした（そのマドリガーレ自体も、もとは後期ルネサンス音楽のマドリガーレに取って代わったものだった）。最後にオラトリオの発展である。カリッシミは、オラトリオの最初の重要な作曲家だからである。
教会音楽や室内カンタータの歴史においてカリッシミの占める位置は、オペラ史におけるフランチェスコ・カヴァッリの位置にいくぶん似ている。室内カンタータの発展においてカリッシミの先駆者にルイージ・デ・ロッシがいるものの、カリッシミはこの楽種を、室内楽の最も知的な表現手段とした最初の作曲家であり、カンタータのこのような役割は、A.スカルラッティやB.マルチェッロらが没するまで持続された。
カリッシミは、おそらく最も有名な《イェフタJephthah 》によって、最初のオラトリオ作曲家として名をなした。この曲とその他のオラトリオは、劇的な演技を伴なわないオラトリオという形式を確かに打ち立てたものとして重要で、その後200年にわたって威力を発揮し続けた。カリッシミはまた、声楽曲の器楽伴奏に、非常に様々な多様性と、多大な関心を示したことも誇りにしてよい。バーニー博士とジョン・ホーキンス卿は音楽史に関する著作の中で、カリッシミの譜例を発表した。ヘンリー・オルドリッチ博士は、現オックスフォード大学クライスト・チャーチ校附属図書館にカリッシミのほぼ全作品を蒐集した。大英図書館もまたカリッシミ作品の数多く蒐集している。カリッシミのオラトリオのほとんどの自筆譜は、パリ国立図書館に所蔵されている。
カリッシミは、イタリアにおいて世俗音楽が宗教音楽の地位を脅かそうとし出した時期に活躍した。その変化は決定的で、永続的であった。カリッシミが作曲を始めたとき、ローマ楽派の前世代の影響（たとえばパレストリーナの様式的影響）は、いまだに濃厚であった。カリッシミの生涯が終わりに近づいたとき、オペラというジャンルや、世俗の器楽曲が優位に立っていたのである。
付け加えるとカリッシミは、教師としても重要で、その影響力はドイツやフランスにも及んでいる。たとえば、マルカントワーヌ・シャルパンティエの音楽様式のほとんどは、老カリッシミに依拠しているのである。また、ドイツのベネディクト・アントン・アウフシュナイターは理想の音楽の一つとしてカリッシミを挙げている。

## 作品

### オラトリオ
- イェフタ Jephte （6声と通奏低音のためのオラトリオ、1648年）
- ヨナ Jonas （独唱者、二重混声合唱、2つのバイオリン、通奏低音のためのオラトリオ）
- 最後の審判 Judicium Extremum （独唱者、合唱、通奏低音のためのオラトリオ）
- ヴァニタス・ヴァニタートゥム Vanitas Vanitatum （5声、2つのバイオリン、通奏低音のためのオラトリオ）

### カンタータ
- 泣け、そよ風よ、泣け Piangete, aure, piangete （ソプラノと通奏低音のためのカンタータ）
- Così volete, così sara （ソプラノと通奏低音のためのカンタータ、1640年）
- 勝利だ、私の心よ Vittoria, mio core （ソプラノと通奏低音のためのカンタータ、1646年）
- 待って、私に話させてください Ferma, Lascia Ch'Io Parli （ソプラノと通奏低音のためのカンタータ、1650年）
- 高き舟端より舟綱を解き Sciolto havean dall'alte sponde （2人のソプラノ、バリトン、通奏低音のためのカンタータ、1653年）
- 地獄の門よ開け Apritevi inferni （ソプラノと通奏低音のためのカンタータ、1663年）

### モテット
- 預言者エレミヤの哀歌 Lamentationes Jeremiae Prophetae （メゾソプラノ、ソプラノ、通奏低音のためのモテット）
- 歓喜の声をあげよ、シオンの娘よ Exulta, gaude, filia Sion （2人のソプラノと通奏低音のためのモテット、1675年）
- 奮い立て、わが心よ Exurge, cor meum （ソプラノ、2つのバイオリン、ビオラ、通奏低音のためのモテット、1670年）
- われらの心は燃えている Ardens est cor nostrum （ソプラノ、アルト、テノール、バスと通奏低音のためのモテット、1664年）
- Desiderata nobis （アルト、テノール、バスと通奏低音のためのモテット、1667年）

### ミサ
- 高き舟端より舟綱を解き Sciolto havean dall'alte sponde （5声と通奏低音のためのミサ曲）